# Insólita aventura de verano

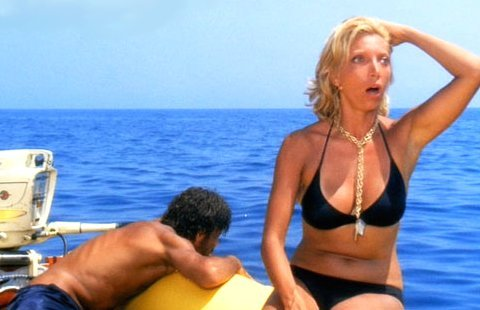
Fotograma de la película Insólita aventura de verano (Travolti da un insólito destino nell'azzurro mare d'agosto)

Insólita aventura de verano (Travolti da un insólito destino nell'azzurro mare d'agosto) es una comedia de 1974 dirigida y escrita por Lina Wertmüller, protagonizada por Giancarlo Giannini, Mariangela Melato, Riccardo Salvino, Isa Danieli, y Aldo Puglisi. La película se centra en Raffaella, una egocéntrica millonaria que se pierde en altamar junto a Gennarino, un marinero comunista. 
En 1998, fue parte de la lista "Cine rebelde" ("100 Movies That Shook the World") por la revista Premiere que celebró a los cineastas que se atrevieron a ser ridículos, ofensivos e impopulares y lanzaron películas memorables.

## Argumento
Raffaella (Mariangela Melato), una egocéntrica millonaria, renta junto a un grupo de amigos un yate para navegar en el Mediterráneo durante el verano. Su actitud le irrita a Gennarino (Giancarlo Giannini), un marinero comunista, quien a duras penas aguanta el carácter de Raffaella. Un día, los dos quedan a la deriva por el mar.

## Producción
Los escenarios de la película son destellos de Cerdeña. La película se rodó en la costa oriental de Cerdeña, en el golfo de Orosei, en la provincia de Nuoro; El barco alquilado para el rodaje de la primera parte de la película es el Shamrock V clase J, que en aquel momento llevaba el nombre de Quadrifoglio. La playa donde desembarcaron los dos náufragos es Cala Fuili, en el municipio de Dorgali. La playa de Cala Luna, entre los municipios de Dorgali y Baunei, fue el escenario de otra buena parte del rodaje. El refugio de Carunchio y las escenas más sensuales se rodaron en las dunas de Capo Comino, localización del municipio de Siniscola. 

## Distribución
Estrenada por Medusa Film el 13 de diciembre de 1974 , fue una de las películas más taquilleras en Italia de la temporada cinematográfica 1974-75, resultando la quinta más taquillera de la temporada.

## Reparto
- Mariangela Melato - Raffaella Pavone Lanzetti
- Giancarlo Giannini - Gennarino Carunchio
- Riccardo Salvino - Signor Pavone Lanzetti
- Isa Danieli - Anna
- Aldo Puglisi - Pippo

## Reconocimientos
| Festival                                  | Premio                    | Nominación        | Resultado |
| ----------------------------------------- | ------------------------- | ----------------- | --------- |
| Premio David di Donatello                 | Mejor música              | Piero Piccioni    | Ganador   |
| National Board of Review                  | Mejor película extranjera | Swept Away        | Ganadora  |
| Festival Internacional de Cine de Teherán | Cabra de Oro              | Lina Wertmüller   | Ganadora  |
| Festival Internacional de Cine de Teherán | Mejor actriz              | Mariangela Melato | Ganadora  |

## Adaptación
En 2002, se estrenó una nueva adaptación fílmica del guion de Wertmüller, realizada por Guy Ritchie y protagonizada por Madonna, Adriano Giannini, Bruce Greenwood y Elizabeth Banks. La película es considerada como una de las peores películas de la historia del cine por la crítica.